# Coscó
Coscó és un poble del terme municipal d'Oliola, a la Noguera. El 2019 tenia 51 habitants.
Està situat a prop de l'extrem meridional del terme municipal, de manera que és més a prop i accessible des d'Agramunt que no pas des d'Oliola. Dista 6 quilòmetres en línia recta del seu cap de municipi, amb el qual es connecta a través d'una pista rural asfaltada. És a migdia de la Serra del Pitxell, a l'esquerra del Torrent del Plantat.
Fou municipi independent fins a meitat del segle xix quan fou integrat a Oliola.

## Leandre de Coscó
Leandre de Coscó fou un religiós, literat i noble originari d'aquest poble que l'any 1493 era cambrer del Papa Alexandre VI. Coneixedor del català, castellà i llatí, va traduir a aquest darrer idioma la carta que Colom va trametre al tresorer Gabriel Sanxis.

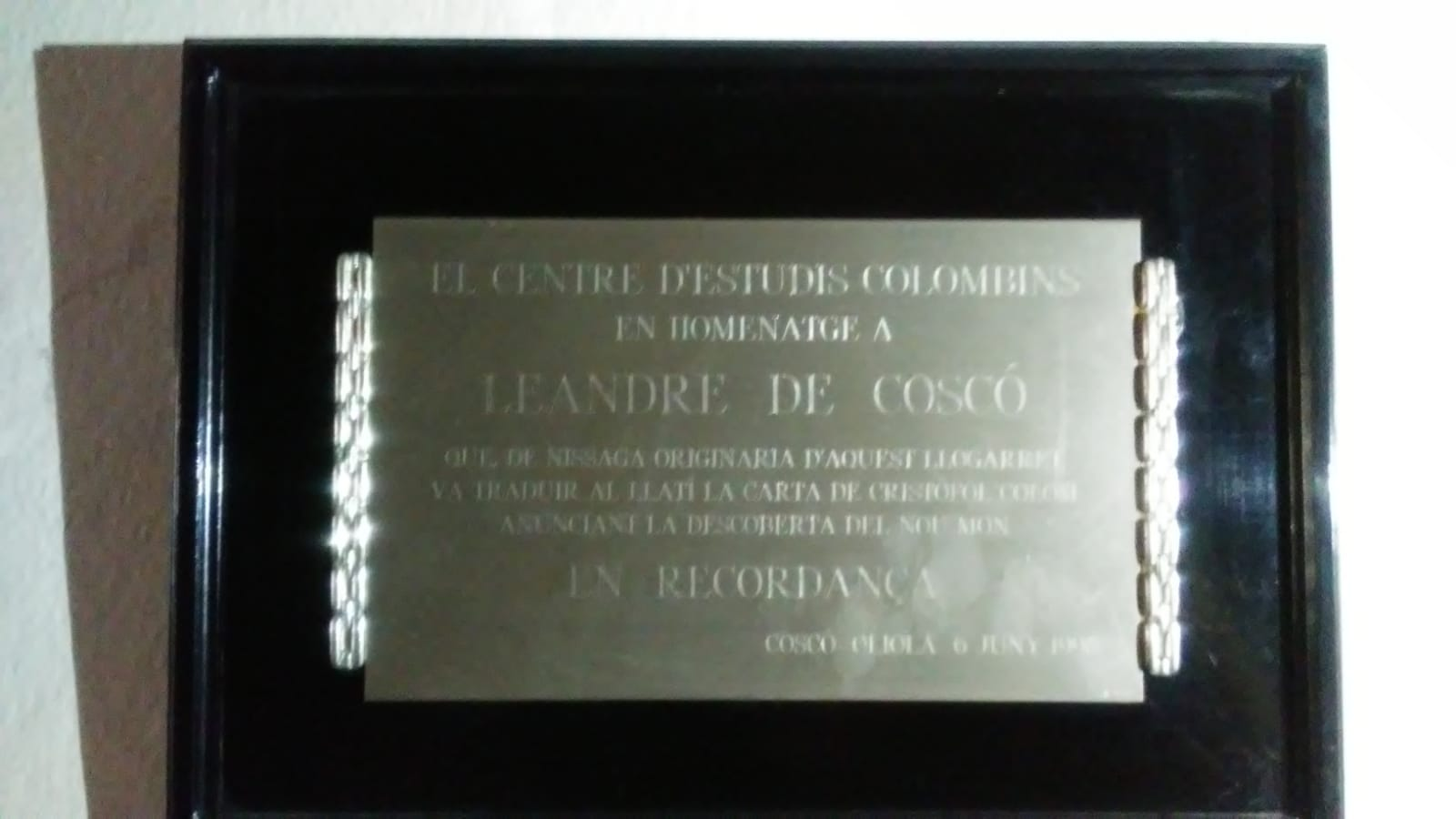
Placa commemorativa a Leandre de Coscó
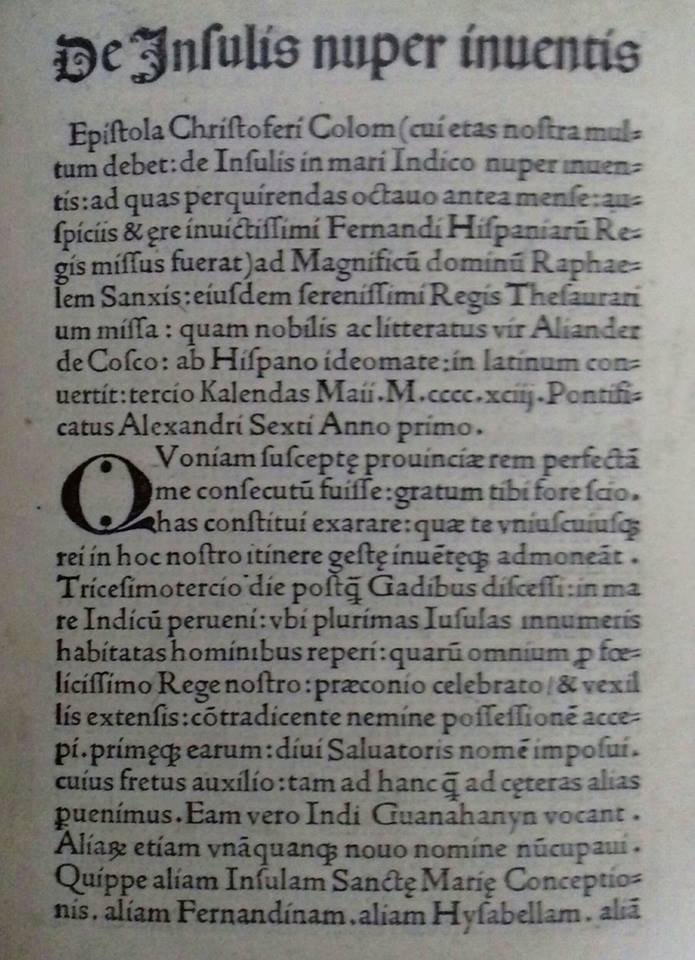
Carta llatina de Colom